# Premio TV - Premio regia televisiva 2008
La quarantottesima edizione del Premio Regia Televisiva, condotta da Milly Carlucci e Daniele Piombi, si svolse al teatro Ariston di Sanremo il 29 marzo 2008 e fu trasmessa in diretta su Rai Uno. La serata fu seguita da 3.545.000 telespettatori con uno share del 18,88%. L'orchestra è stata diretta dal Mº Antonio Palazzo.
La giuria dell'Accademia dell'Oscar TV era composta, oltre che dal Presidente Gigi Vesigna anche da Renzo Arbore, Giorgio Assumma (presidente SIAE), Marida Caterini (giornalista de Il Tempo) e Giorgio Forattini.

## Premi

### Top Ten
- Markette (LA7)
- La storia siamo noi (Rai Educational)
- I migliori anni (Rai Uno)
- Striscia la notizia (Canale 5)
- Che tempo che fa (Rai Tre)
- Dopofestival 2008 (Rai Uno)
- Soliti ignoti - Identità nascoste (Rai Uno)
- Le Iene (Italia 1)
- Porta a Porta (Rai Uno)
- Matrix (Canale 5)

### Miglior programma in assoluto
- I migliori anni (Rai Uno)

### Miglior personaggio femminile
- Michelle Hunziker

### Miglior personaggio maschile
- Carlo Conti

### Evento dell'anno
- Tutto Dante (Rai Uno)

### Personaggio rivelazione
- Francesco Facchinetti

### Miglior fiction
- I Cesaroni (Canale 5)

### Migliore testata giornalistica
- Speciale Ballarò - Mario Calabresi (Rai Tre)

### Oscar di diamante
- Striscia la notizia